# Lars Hanson

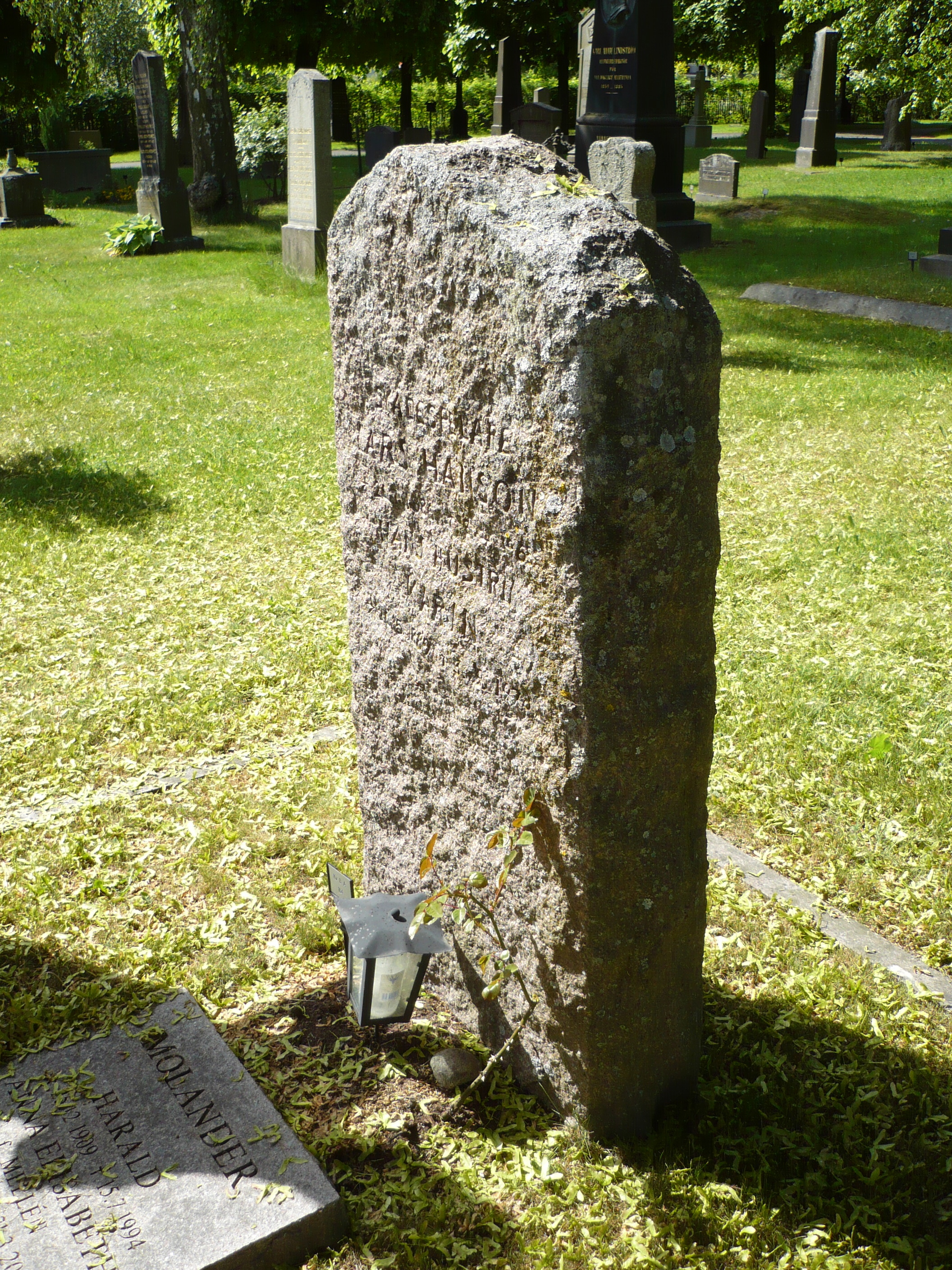
Gravsten för Lars Hanson på Norra begravningsplatsen i Solna.

Lars Mauritz Hanson, född 26 juli 1886 i Majorna i Carl Johans församling i Göteborg, död 8 april 1965 i Adolf Fredriks församling i Stockholm, var en svensk skådespelare. 

## Biografi
Lars Hanson kom från enkla förhållanden i Göteborg, där hans far var stuveriarbetare. Han började tidigt hjälpa till med försörjningen men spelade också amatörteater på Göteborgs arbetareförening. För att få ett yrke att falla tillbaka på utbildade han sig till gravör, men han försökte sig på att arbeta på ett par teatersällskap. Han sökte, och kom in på Dramatens elevskola där han studerade mellan 1906 och 1909. Han fick hjälp med finansiering av studierna av mecenater från Göteborg efter rekommendationer från skolans föreståndare Frans Enwall. Efter studierna engagerades han vid Svenska teatern i Stockholm 1909–1910 och därefter vid Svenska Teatern i Helsingfors 1910–1913 och Intima teatern i Stockholm 1913–1920, samt 1920–1921 vid Lorensbergsteatern i Göteborg. Han engagerades 1921 vid Dramaten där han verkade med några kortare avbrott fram till 1964.
1925–1927 gjorde han ett uppehåll från sin anställning vid Dramaten för att ägna sig åt filmen och arbetade då bland annat även i USA och Tyskland. Han företog även egna framgångsrika turnéer i Sverige och gästspelade även i Köpenhamn, Oslo och Helsingfors.
Totalt gestaltade han 33 roller på film, merparten med kända regissörer som Mauritz Stiller, Victor Sjöström och Gustaf Molander. Han filmdebuterade 1915 i Mauritz Stillers Dolken, men genombrottet kom 1919 i Sången om den eldröda blomman. Vid inspelningen av Gösta Berlings saga 1924 spelade han den manliga titelrollen mot Greta Garbo. Detta gav honom kontrakt med MGM i Hollywood där han kom att spela in sex filmer under perioden 1925–1928 mot Greta Garbo och Lillian Gish. 
Han gifte sig 1922 med Karin Molander.  
1947 skrev Margit Siwertz en biografi om honom, helt enkelt betitlad Lars Hanson.
Hanson tilldelades Teaterförbundets guldmedalj 1945 samt O'Neill-stipendiet och Kungliga priset 1956. 
Lars Hanson är begravd på Norra begravningsplatsen i Solna.

## Spelsätt
Lars Hansson influerades av det psykologiska spelsättet som fick sitt genombrott vid de ryska, tyska och franska teatrarna runt sekelskiftet 1900. Hans stora genombrott kom vid Intima teatern med rollen som André Peterberg i Mikael Lybecks Dynastien Peterberg. Hanson kom att prisas för sin rollgestaltning, Daniel Fallström skrev bland annat: Denna skapelse var så ända in i minsta detalj väl genomtänkt och så beundransvärt konstnärligt avvägd, att man stundom rent häpnade över att en så relativt ung skådespelare kunde åstadkomma detta. Allt som finns i rollen, det fanns även i skådespelarens storartade framställning. Rollen följdes av flera vid Intima teatern, som Ölander i Blanches Ett resande teatersällskap, Herr Y i Strindbergs Paria, Henrich i Holbergs Den politiske kannstöparen, Christan VII i Lyhe Zernichows Stövlett-Kathrine samt titelrollerna i Shakespeares Richard III och Strindbergs Gustav III, den senare en av Hansons allra största framgångar.

## Filmografi i urval
- 1915 – Dolken
- 1916 – Guldspindeln
- 1916 – Balettprimadonnan
- 1916 – Therèse
- 1916 – Vingarne
- 1917 – Tösen från Stormyrtorpet
- 1919 – Ett farligt frieri
- 1919 – Synnöve Solbakken
- 1919 – Sången om den eldröda blomman
- 1920 – Erotikon
- 1920 – Fiskebyn
- 1921 – Konsumtionsföreningen Stockholm med omnejd
- 1921 – De landsflyktige
- 1924 – Gösta Berlings saga
- 1925 – Ingmarsarvet
- 1926 – Åtrå (USA)
- 1926 – Den röda bokstaven (USA)
- 1926 – Till Österland
- 1927 – Buttons (USA)
- 1927 – Captain Salvation (USA)
- 1928 – Stormen (USA)
- 1928 – Synd
- 1928 – Heimkehr (Tyskland)
- 1928 – En gudomlig kvinna (USA)
- 1929 – The Informer (USA)
- 1931 – Fröken, Ni liknar Greta Garbo!
- 1935 – Valborgsmässoafton
- 1936 – På Solsidan
- 1937 – Konflikt
- 1938 – Vingar kring fyren
- 1941 – Första divisionen (film)
- 1942 – Rid i natt!
- 1943 – Det brinner en eld
- 1944 – På farliga vägar
- 1944 – Excellensen
- 1948 – Intill helvetets portar
- 1951 – Dårskapens hus

## Teater

### Roller (ej komplett)
| År   | Roll                                       | Produktion                                                           | Regi                            | Teater                     |
| ---- | ------------------------------------------ | -------------------------------------------------------------------- | ------------------------------- | -------------------------- |
| 1908 | Dräng                                      | De löjliga preciöserna Molière                                       | Emil Grandinson                 | Dramaten                   |
| 1908 | Skräddaren                                 | Borgaren adelsman Molière                                            | Emil Grandinson                 | Dramaten                   |
| 1908 | Michl                                      | Samvetets mask Ludwig Anzengruber                                    | Gustaf Linden                   | Dramaten                   |
| 1908 | Officerare Du Bartas                       | Ett revolutionsbröllop Sophus Michaëlis                              | Emil Grandinson                 | Dramaten                   |
| 1908 | Soldat                                     | Antigone Sofokles                                                    | Knut Michaelson August Lindberg | Dramaten                   |
| 1908 | Fredrik, betjänt hos baronen               | Lifvets maskerad Ludwig Fulda                                        | Emil Grandinson                 | Dramaten                   |
| 1908 | Betjänt hos grevinnan                      | Falska juveler Alexandre Dumas den yngre                             | Emil Grandinson                 | Dramaten                   |
| 1909 | Bondpojke                                  | Per Olsson och hans käring Gustaf af Geijerstam                      | Anders de Wahl                  | Dramaten                   |
| 1909 | Borgmästaren                               | Siste riddaren August Strindberg                                     | Emil Grandinson                 | Dramaten                   |
| 1909 | Betjänt                                    | Erotikon Per Hallström                                               | August Lindberg                 | Dramaten                   |
| 1909 | Väktaren                                   | Rabensteinarns dotter Ernst von Wildenbruch                          | Gustaf Linden                   | Dramaten                   |
| 1909 | En bonde                                   | Duvals skilsmässa Alexandre Bisson och Antony Mars                   | Gustaf Linden                   | Dramaten                   |
| 1909 | Bisittare                                  | Stamgästen Georges Courteline                                        | Gustaf Linden                   | Dramaten                   |
| 1909 | Första officeren, (krigaren) Första häxan  | Macbeth William Shakespeare                                          | Knut Michaelson August Lindberg | Dramaten                   |
| 1909 |                                            | Djävulens lärjunge George Bernard Shaw                               | Karl Hedberg                    | Svenska teatern, Stockholm |
| 1910 |                                            | Ybeck Ludvig Nordström                                               |                                 | Svenska teatern, Stockholm |
| 1910 |                                            | Örnarna Ernst Didring                                                | Karl Hedberg                    | Svenska teatern, Stockholm |
| 1913 | Schutz                                     | Fästningen faller Sacha Guitry                                       | Knut Michaelson                 | Intima teatern             |
| 1913 | Mayer, grosshandlare                       | Simpson och Delila Sven Lange                                        | Emil Grandinson                 | Intima teatern             |
| 1913 | André Peterberg                            | Dynastin Peterberg Mikael Lybeck                                     | Knut Michaelson                 | Intima teatern             |
| 1913 | Löjtnant von Sparck                        | Positivhataren August Blanche                                        | Knut Michaelson                 | Intima teatern             |
| 1914 | Amadeus Adams                              | Intermezzo Arthur Schnitzler                                         | Emil Grandinson                 | Intima teatern             |
| 1914 | Denis le Guenn                             | Hemligheten Henry Bernstein                                          | Knut Michaelson                 | Intima teatern             |
| 1914 | Malise                                     | Jagad John Galsworthy                                                | Emil Grandinson                 | Intima teatern             |
| 1914 | Doktor Nils Brun                           | Lilla Eva Olga Ott                                                   | Einar Fröberg                   | Intima teatern             |
| 1914 | Ferante                                    | Den fule Ferante Sabatino Lopez                                      | Emil Grandinson                 | Intima teatern             |
| 1914 | Herr Y                                     | Paria August Strindberg                                              | Emil Grandinson                 | Intima teatern             |
| 1915 | Kosakow                                    | Attentatet Leo Birinski                                              | Emil Grandinson                 | Intima teatern             |
| 1915 | Djävulen                                   | Djävulen Ferenc Molnár                                               | Einar Fröberg                   | Intima teatern             |
| 1915 | Herrn                                      | Oväder August Strindberg                                             | Mauritz Stiller                 | Intima teatern             |
| 1915 | Henrich                                    | Den politiske kannstöparen Ludvig Holberg                            | Einar Fröberg                   | Intima teatern             |
| 1915 | Kluge                                      | Spader knekt Hans Overweg                                            | Einar Fröberg                   | Intima teatern             |
| 1915 | Voltaire                                   | Pompadours triumf Adolf Paul                                         | Einar Fröberg                   | Intima teatern             |
| 1915 | Herman                                     | Äktenskapets förskola Otto Erich Hartleben                           | Einar Fröberg                   | Intima teatern             |
| 1915 | Faber                                      | Moral Ludwig Thoma                                                   | Einar Fröberg                   | Intima teatern             |
| 1916 | Gustav III                                 | Gustaf III August Strindberg                                         | Einar Fröberg                   | Intima teatern             |
| 1916 | Rudi Leitner                               | En gåtfull kvinna Robert Reinert                                     | Einar Fröberg                   | Intima teatern             |
| 1916 | Theodor Gran                               | Takrännan Gustaf Collijn                                             | Gustaf Collijn                  | Intima teatern             |
| 1917 | Anthio                                     | Fädernesland Einar Christiansen                                      | Einar Fröberg                   | Intima teatern             |
| 1917 | Kristian VII                               | Stövlett-Kathrine Dikken von der Lyhe Zernichow                      | Einar Fröberg                   | Intima teatern             |
| 1917 | Ölander                                    | Ett resande teatersällskap August Blanche                            | Einar Fröberg                   | Intima teatern             |
| 1917 | Richard Hall                               | Elna Hall Ernst Didring                                              | Ernst Didring                   | Intima teatern             |
| 1918 | Richard III                                | Richard III William Shakespeare                                      | Einar Fröberg                   | Intima teatern             |
| 1918 | André Peterberg                            | Den röde André Mikael Lybeck                                         | Rune Carlsten                   | Intima teatern             |
| 1919 | Herr Severin                               | Ett experiment Hjalmar Bergman                                       | Einar Fröberg                   | Intima teatern             |
| 1919 | Halvard Solness                            | Byggmästare Solness Henrik Ibsen                                     | Einar Fröberg                   | Intima teatern             |
| 1919 | Abel                                       | Balkongen Gunnar Heiberg                                             | Rune Carlsten                   | Intima teatern             |
| 1919 | Furst Otto av Mittwalden                   | Furstens återkomst August Brunius                                    | Einar Fröberg                   | Intima teatern             |
| 1919 | Johan Henning                              | Individernas förbund Einar Fröberg                                   | Einar Fröberg                   | Intima teatern             |
| 1919 | Mästaren                                   | Segergudinnan Ernst Didring                                          |                                 | Intima teatern             |
| 1919 | Herr Y                                     | Paria August Strindberg                                              |                                 | Dramaten                   |
| 1920 | Etienne Feriaud                            | För mycket kärlek Georges de Porto-Riche                             | Emil Grandinson                 | Intima teatern             |
| 1922 | Robert Dalman                              | Valet Alfred Sutro                                                   | Karl Hedberg                    | Dramaten                   |
| 1922 | Furst Kalinovski                           | Pension Bellevue Ernst Didring                                       | Olof Molander                   | Dramaten                   |
| 1922 | Orlando                                    | Som ni behagar William Shakespeare                                   | Olof Molander                   | Dramaten                   |
| 1922 | Iivari                                     | Sockenskomakarna Aleksis Kivi                                        | Ragnar Hyltén-Cavallius         | Dramaten                   |
| 1922 | John Brown                                 | Riddar Blåskäggs åttonde hustru Alfred Savoir                        | Olof Molander                   | Dramaten                   |
| 1922 | Erasmus Montanus                           | Erasmus Montanus Ludvig Holberg                                      | Gustaf Linden                   | Dramaten                   |
| 1922 | Jean                                       | Skuggorna Jean Sarment                                               | Tore Svennberg                  | Dramaten                   |
| 1923 | Rune                                       | Nationalmonumentet Tor Hedberg                                       | Karl Hedberg                    | Dramaten                   |
| 1923 | Arthur Schopenhauer                        | Schopenhauer Mikael Lybeck                                           | Olof Molander                   | Dramaten                   |
| 1923 | Ferdinand Hagert                           | Den stora rollen Runar Schildt                                       | Tore Svennberg                  | Dramaten                   |
| 1923 | Ölander                                    | Ett resande teatersällskap August Blanche                            | Gustaf Linden                   | Dramaten                   |
| 1924 | Jago                                       | Othello William Shakespeare                                          | Olof Molander                   | Dramaten                   |
| 1924 | Martigny                                   | Advokaten Eugène Brieux                                              | Karl Hedberg                    | Dramaten                   |
| 1925 | Rafi                                       | Hassan James Elroy Flecker                                           | Olof Molander                   | Dramaten                   |
| 1928 | Gustav III                                 | Gustaf III August Strindberg                                         | Rune Carlsten                   | Oscarsteatern              |
| 1928 | Daniel                                     | Han som fick leva om sitt liv Pär Lagerkvist                         | Per Lindberg                    | Dramaten                   |
| 1928 | Edmund Darrell                             | Sällsamt mellanspel Eugene O'Neill                                   | Per Lindberg                    | Dramaten                   |
| 1929 | Sonen                                      | Pelikanen August Strindberg                                          | Olof Molander                   | Dramaten                   |
| 1929 | Statsrådet Siegfried                       | Siegfried Jean Giraudoux                                             | Olof Molander                   | Dramaten                   |
| 1929 | Förste sergeant Quirt                      | Ärans fält Maxwell Anderson och Laurence Stallings                   | Per Lindberg                    | Dramaten                   |
| 1929 | Lear                                       | Kung Lear William Shakespeare                                        | Per Lindberg                    | Dramaten                   |
| 1930 | Albert Topaze                              | Topaze Marcel Pagnol                                                 | Gustaf Linden                   | Dramaten                   |
| 1930 | Marius                                     | Marius Marcel Pagnol                                                 | Gustaf Linden                   | Dramaten                   |
| 1931 | Charles Battle                             | Fadershjärtat W. Somerset Maugham                                    | Alf Sjöberg                     | Dramaten                   |
| 1931 | Filip II av Spanien                        | Elisabet av England Ferdinand Bruckner                               | Olof Molander                   | Dramaten                   |
| 1931 | Macbeth                                    | Macbeth William Shakespeare                                          | Olof Molander                   | Dramaten                   |
| 1931 | Jacques Tafard                             | Spekulation Paul Armont och Léopold Marchand                         | Alf Sjöberg                     | Dramaten                   |
| 1932 | Josef Schmidt                              | Den heliga familjen Rudolf Värnlund                                  | Alf Sjöberg                     | Dramaten                   |
| 1932 | Thomas Cromwell                            | Cant Kaj Munk                                                        | Olof Molander                   | Dramaten                   |
| 1932 | Paul                                       | Majestät Marika Stiernstedt                                          | Olof Molander                   | Dramaten                   |
| 1932 | Ferante                                    | Den fule Ferante Sabatino Lopez                                      | Alf Sjöberg                     | Dramaten                   |
| 1932 | Wallenstein                                | Vi Ludvig Nordström                                                  | Olof Molander                   | Dramaten                   |
| 1933 | Mäster Olof                                | Mäster Olof August Strindberg                                        | Olof Molander                   | Dramaten                   |
| 1933 | Orin                                       | Klaga månde Elektra Eugene O'Neill                                   | Olof Molander                   | Dramaten                   |
| 1933 | Ephraim Cabot                              | Blodet ropar under almarna Eugene O'Neill                            | Alf Sjöberg                     | Dramaten                   |
| 1934 | Amfitryon                                  | Amfitryon 38 Jean Giraudoux                                          | Olof Molander                   | Dramaten                   |
| 1934 | Nico van Eyden                             | Tiden är en dröm Henri-René Lenormand                                | Alf Sjöberg                     | Dramaten                   |
| 1934 | Leopold                                    | Leopold, luftkonstnär Ragnar Josephson                               | Olof Molander                   | Dramaten                   |
| 1934 | Konung Henrik IX                           | En hederlig man Sigfrid Siwertz                                      | Alf Sjöberg                     | Dramaten                   |
| 1935 | Henrik, prins av Wales                     | Henrik IV William Shakespeare                                        | Alf Sjöberg                     | Dramaten                   |
| 1935 | Jakob Hjelm                                | Hustrun Vilhelm Moberg                                               | Alf Sjöberg                     | Dramaten                   |
| 1935 | Officeren                                  | Ett drömspel August Strindberg                                       | Olof Molander                   | Dramaten                   |
| 1935 | Robert Dudley, earl av Leicester           | Maria Stuart Friedrich von Schiller                                  | Olof Molander                   | Dramaten                   |
| 1936 | Ölander                                    | Ett resande teatersällskap August Blanche                            | Rune Carlsten                   | Dramaten                   |
| 1936 | Romeo                                      | Romeo och Julia William Shakespeare                                  | Olof Molander                   | Dramaten                   |
| 1936 | Raskolnikov                                | Brott och straff Fjodor Dostojevskij                                 | Alf Sjöberg                     | Dramaten                   |
| 1936 | Den okände                                 | Till Damaskus (Del I) August Strindberg                              | Olof Molander                   | Dramaten                   |
| 1937 | Adam                                       | Eva gör sin barnplikt Kjeld Abell                                    | Rune Carlsten                   | Dramaten                   |
| 1937 | Greve Hurtig                               | Svenska Sprätthöken Carl Gyllenborg                                  | Rune Carlsten                   | Dramaten                   |
| 1937 | Hugin, general                             | Khaki Paul Raynal                                                    | Alf Sjöberg                     | Dramaten                   |
| 1938 | Julius Caesar                              | Julius Caesar William Shakespeare                                    | Olof Molander                   | Dramaten                   |
| 1938 | Domaren, Herr Besman                       | Cirkus Juris eller De siamesiska tvillingarna Svend Borberg          | Svend Borberg                   | Dramaten                   |
| 1938 | Frans Josef                                | Mayerlingdramat Maxwell Anderson                                     | Alf Sjöberg                     | Dramaten                   |
| 1939 | Thiers                                     | Nederlaget Nordahl Grieg                                             | Svend Gade                      | Dramaten                   |
| 1939 | Ernest Beevers                             | Tiden och vi J.B. Priestley                                          | Helge Wahlgren                  | Dramaten                   |
| 1939 | Gustave Lorillon                           | Bridgekungen Paul Armont och Léopold Marchand                        | Rune Carlsten                   | Dramaten                   |
| 1939 | Konung Gustav I                            | Gustav Vasa August Strindberg                                        | Rune Carlsten                   | Dramaten                   |
| 1940 | Rektor Hugo Backman                        | Medelålders herre Sigfrid Siwertz                                    | Rune Carlsten                   | Dramaten                   |
| 1940 | George                                     | Möss och människor John Steinbeck                                    | Alf Sjöberg                     | Dramaten                   |
| 1940 | King McCloud                               | Morgondagens män Maxwell Anderson                                    | Alf Sjöberg                     | Dramaten                   |
| 1940 | Carl XII                                   | Carl XII August Strindberg                                           | Alf Sjöberg                     | Dramaten                   |
| 1941 | Slottsfruns son                            | Rovdjuret Karl Ragnar Gierow                                         | Alf Sjöberg                     | Dramaten                   |
| 1941 | General von Döbeln                         | Döbeln Sven Stolpe                                                   | Alf Sjöberg                     | Dramaten                   |
| 1942 | Hamlet                                     | Hamlet William Shakespeare                                           | Rune Carlsten                   | Dramaten                   |
| 1942 | Gubben                                     | Spöksonaten August Strindberg                                        | Olof Molander                   | Dramaten                   |
| 1943 | Magnus Erlendsson, jarl av Orkney          | Helgonsaga Karl Ragnar Gierow                                        | Alf Sjöberg                     | Dramaten                   |
| 1943 | Kungen                                     | Kungen Robert de Flers, Emmanuel Arène och Gaston Arman de Caillavet | Rune Carlsten                   | Dramaten                   |
| 1944 | Den okände                                 | Till Damaskus II August Strindberg                                   | Olof Molander                   | Dramaten                   |
| 1944 | Hans Högvördighet Kanonikus Thomas Skerrit | Den heliga enfalden Paul Vincent Carroll                             | Rune Carlsten                   | Dramaten                   |
| 1945 | Gehejmerådet Cassius                       | Ödestimmen Hjalmar Söderberg                                         | Rune Carlsten                   | Dramaten                   |
| 1945 | Konung Herodes                             | En idealist Kaj Munk                                                 | Olof Molander                   | Dramaten                   |
| 1945 | Karl XI                                    | Karl XI Ivan Oljelund                                                | Rune Carlsten                   | Dramaten                   |
| 1946 | Kommissarie Gool                           | Det är från polisen… J.B. Priestley                                  | Rune Carlsten                   | Dramaten                   |
| 1946 | Esbern                                     | Färjstället Karl Ragnar Gierow                                       | Olof Molander                   | Dramaten                   |
| 1946 | Clarence Day                               | Pappa Russel Crouse och Howard Lindsay                               | Stig Torsslow                   | Dramaten                   |
| 1947 | Gloster, sedermera Richard III             | Richard III William Shakespeare                                      | Alf Sjöberg                     | Dramaten                   |
| 1947 | John Gabriel Borkman                       | John Gabriel Borkman Henrik Ibsen                                    | Alf Sjöberg                     | Dramaten                   |
| 1948 | Albertus, alkemist                         | De vises sten Pär Lagerkvist                                         | Alf Sjöberg                     | Dramaten                   |
| 1948 | Charles Josse                              | Din ungdoms hustru Jacques Deval                                     | Rune Carlsten                   | Dramaten                   |
| 1949 | Jägaren                                    | Stora landsvägen August Strindberg                                   | Olof Molander                   | Dramaten                   |
| 1949 | Herr Y, resande från Amerika               | Paria August Strindberg                                              | Rune Carlsten                   | Dramaten                   |
| 1949 | Henrik VIII                                | En dag av tusen Maxwell Anderson                                     | Olof Molander                   | Dramaten                   |
| 1950 | Clemens                                    | Ryttaren H.C. Branner                                                | Alf Sjöberg                     | Dramaten                   |
| 1950 | Jöran Persson                              | Erik XIV August Strindberg                                           | Alf Sjöberg                     | Dramaten                   |
| 1951 | Andrew Undershaft                          | Major Barbara George Bernard Shaw                                    | Olof Molander                   | Dramaten                   |
| 1951 | Oidipus                                    | Konung Oidipus Sofokles                                              | Olof Molander                   | Dramaten                   |
| 1952 | Professor Henry Higgins                    | Pygmalion George Bernard Shaw                                        | Alf Sjöberg                     | Dramaten                   |
| 1953 | Phil Hogan                                 | Måne för olycksfödda Eugene O'Neill                                  | Olof Molander                   | Dramaten                   |
| 1953 | Ryttmästaren                               | Fadren August Strindberg                                             | Bengt Ekerot                    | Dramaten                   |
| 1954 | Kapten Philip Francis Queeg                | Myteriet på Caine Herman Wouk                                        | Rune Carlsten                   | Dramaten                   |
| 1955 | Macbeth                                    | Macbeth William Shakespeare                                          | Bengt Ekerot                    | Dramaten                   |
| 1956 | James Tyrone                               | Lång dags färd mot natt Eugene O'Neill                               | Bengt Ekerot                    | Dramaten                   |
| 1957 | Cornelius Melody                           | Ett stycke poet Eugene O'Neill                                       | Olof Molander                   | Dramaten                   |
| 1958 | Eddie                                      | Utsikt från en bro Arthur Miller                                     | Alf Sjöberg                     | Dramaten                   |
| 1958 | Kapten Shotover                            | Hjärtekrossare George Bernard Shaw                                   | Rune Carlsten                   | Dramaten                   |
| 1958 | Herr Y                                     | Paria August Strindberg                                              | Rune Carlsten                   | Dramaten                   |
| 1959 | Edgar, kapten vid fästningsartilleriet     | Dödsdansen August Strindberg                                         | Per-Axel Branner                | Dramaten                   |
| 1959 | Ulrik Brendel                              | Rosmersholm Henrik Ibsen                                             | Alf Sjöberg                     | Dramaten                   |
| 1960 | Den okände                                 | Till Damaskus, del I August Strindberg                               | Olof Molander                   | Dramaten                   |
| 1960 | Fadern                                     | Fångarna i Altona Jean-Paul Sartre                                   | Alf Sjöberg                     | Dramaten                   |
| 1962 | Johan Ulfstjerna                           | Johan Ulfstjerna Tor Hedberg                                         | Per-Axel Branner                | Dramaten                   |
| 1962 | Ryttmästaren                               | Fadren August Strindberg                                             | Bengt Ekerot                    | Dramaten                   |
| 1962 | Philoktetes                                | Philoktetes Sofokles                                                 | Bengt Ekerot                    | Dramaten                   |
| 1963 | Påven Pius XII                             | Ställföreträdaren Rolf Hochhuth                                      | Stig Torsslow                   | Dramaten                   |
| 1964 | Magnus                                     | Den yttersta dagen Stig Dagerman                                     | Ulf Palme                       | Dramaten                   |
| 1964 | Krapp                                      | Krapps sista band Samuel Beckett                                     | Bengt Ekerot                    | Dramaten                   |

## Bilder

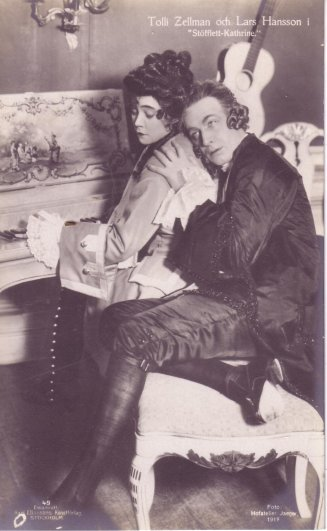
Tollie Zellman som Stövlett-Kathrine mot Hanson som Kristian VII i Stövlett-Kathrine på Intima teatern 1917.
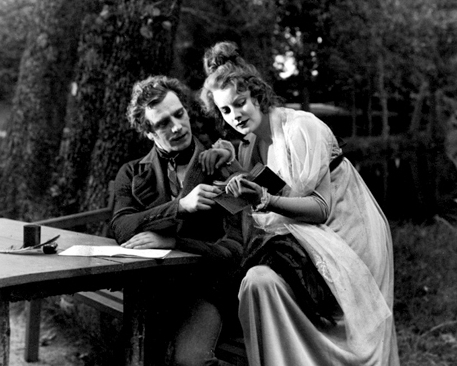
Lars Hanson och Greta Garbo i Gösta Berlings saga'' från 1924.
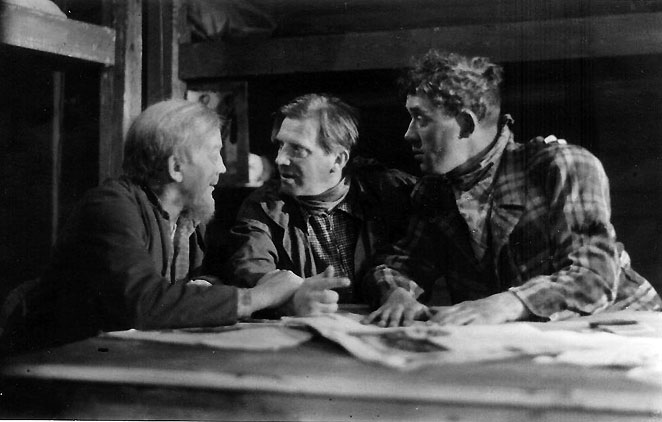
Axel Högel som Candy, Lars Hansson som Georg och Holger Löwenadler som Lennie i Möss och människor på Dramaten 1940.